# (43025) Valusha
(43025) Valusha est un astéroïde de la ceinture principale.

## Description
(43025) Valusha est un astéroïde de la ceinture principale. Il fut découvert le 1er novembre 1999 à Uccle par Eric Walter Elst et Sergueï Ipatov. Il présente une orbite caractérisée par un demi-grand axe de 2,33 UA, une excentricité de 0,16 et une inclinaison de 2,5° par rapport à l'écliptique.

## Compléments